# Сычёв, Александр Иванович (генерал-майор)
Александр Иванович Сычёв (19 ноября [2 декабря] 1901, Аскино, Уфимская губерния — 3 июля 1973, Москва) — советский военный деятель, Генерал-майор (1945).

## Биография
Родился 19 ноября 1901 года в селе Аскино ныне Аскинского района Республики Башкортостан.

### Военная служба

#### Гражданская война
До мая 1919 года находится на территории, контролировавшейся войсками под командованием адмирала А. В. Колчака, работал заместителем учителя земской начальной школы в деревне Тынбаево (Чураевская волость, Бирский уезд), а затем числился школьным работником начальной школы в деревне Верхнее Сорокино (Мишкинская волость), с марта 1921 года работал волостным инструктором и чрезвычайным уполномоченным продовольственной управы в Бирске. С февраля по апрель 1920 года рядовым в составе отряда ОН принимал участие в боевых действиях по ликвидации банд «Чёрного орла» на участке Бирского округа и Уфимского крепостного района.

#### Межвоенное время
В ноябре 1920 года был призван в ряды РККА, но как школьному работнику ему была дана отсрочка. После истечения отсрочки в марте 1921 года вновь призван в РККА, после чего был направлен в 201-й стрелковый полк (67-я стрелковая бригада войск ВНУС), но был откомандирован инструктором по продразвёрстке в Бирский уезд.
В феврале 1922 года по партийной мобилизации откомандирован обратно в распоряжение политического отдела 67-й стрелковой бригады и с маршевым батальоном направлен на Карельский фронт. По прибытии на станцию Сорокская (Мурманская железная дорога) был направлен в 1-й железнодорожный полк, где служил красноармейцем, затем исполнял должность политрука учебной команды и штатного политрука роты.
В январе 1924 года был назначен на должность военкома Объединённой бригадной школы (2-я железнодорожная бригада). В октябре того же года был направлен на учёбу на повторные курсы комсостава при Ленинградской школе военных сообщений имени М. В. Фрунзе, после окончания которых в мае 1925 года вернулся в 1-й железнодорожный полк, где исполнял должность помощника командира, затем командира и политрука роты. В октябре 1928 года был назначен на должность командира и политрука роты 3-го железнодорожного полка (Белорусский военный округ), а с мая 1930 года там же исполнял должность помощника командира сводного батальона.
В мае 1931 года направлен на учёбу в Военную академию имени М. В. Фрунзе, после окончания которой в мае 1934 года был назначен на должность коменданта станции Полоцк (Западная железная дорога). В январе 1935 года был направлен на службу в Генштаб РККА, где исполнял должность помощника начальника отделения 3-го отдела и начальника отделения 6-го отдела.
В декабре 1939 года был направлен на учёбу в Академию Генштаба РККА.

### Великая Отечественная война
В июле 1941 года, после окончания учёбы, был назначен сначала на должность начальника 1-го отдела Автодорожного управления Генштаба РККА, затем — на должность старшего помощника по автодорожной службе начальника отдела устройства тыла Главнокомандующего Западным стратегическим направлением, в декабре 1941 года — на должность начальника Автодорожного отдела Западного фронта.
В июле 1942 года был назначен на должность помощника начальника, с августа исполнял должность начальника оперативного отдела штаба 7-го гвардейского стрелкового корпуса, в феврале 1943 года был назначен на должность начальника этого же отдела. В августе 1943 назначен на должность начальника штаба 19-го гвардейского стрелкового корпуса, однако в феврале 1944 года Сычёв за плохую работу был отстранён от должности, зачислен в распоряжение Военного совета 2-го Прибалтийского фронта, затем назначен на должность заместителя начальника штаба 3-й ударной армии. С 28 мая по 14 июня 1944 года исполнял должность командира 93-го стрелкового корпуса, а 1 июля года назначен на должность заместителя начальника штаба 2-го Прибалтийского фронта по организационным вопросам, которую исполнял до конца войны.

#### Послевоенная карьера
В августе 1945 года был назначен на должность начальника 6-го отдела Организационно-учётного управления Главного организационного управления Генштаба, в сентябре 1946 года — на должность старшего преподавателя кафедры общей тактики, в мае 1947 года — на должность старшего преподавателя по оперативно-тактической подготовке — тактического руководителя учебной группы основного факультета Военной академии имени М. В. Фрунзе, в июле 1948 года — на должность заместителя начальника, а в июле 1952 года — на должность начальника кафедры общей тактики Военно-политической академии имени B. И. Ленина.
В апреле 1958 года вышел в запас в звании генерал-майора.
Умер 3 июля 1973 года в Москве. Похоронен на Химкинском кладбище.

## Награды
- Орден Ленина;
- Четыре ордена Красного Знамени;
- Орден Кутузова 2 степени;
- Орден Отечественной войны 1 степени;
- Орден Красной Звезды;
- Медали.